# Prix littéraires du Gouverneur général 1984
Liste des Prix littéraires du Gouverneur général pour 1984, chacun suivi des finalistes.

## Français

### Prix du Gouverneur général: romans et nouvelles de langue française
- Jacques Brault, Agonie
- Madeleine Ouellette-Michalska, La Maison Trestler
- Jacques Poulin, Volkswagen Blues
- Jacques Savoie, Les Portes tournantes
- Marie José Thériault, Les Demoiselles de Numidie

### Prix du Gouverneur général: poésie de langue française
- Nicole Brossard, Double Impression
- Michel Beaulieu, Kaléidoscope
- André Roy, Les Sept Jours de la jouissance
- Élise Turcotte, Navires de guerre

### Prix du Gouverneur général: théâtre de langue française
- René-Daniel Dubois, Ne blâmez jamais les Bédouins
- Gilbert Dupuis, Les Transporteurs de monde
- Marcel Sabourin, Pleurer pour rire
- Michel Tremblay, Albertine, en cinq temps

### Prix du Gouverneur général: études et essais de langue française
- Jean Hamelin et Nicole Gagnon, Le XXe Siècle : Histoire du catholicisme québécois
- Luc Bureau, Entre l'Éden et l'Utopie
- Philippe Haeck, La Table d'écriture : poéthique et modernité

## Anglais

### Prix du Gouverneur général: romans et nouvelles de langue anglaise
- Josef Skvorecky, The Engineer of Human Souls
- Timothy Findley, Not Wanted on the Voyage
- Susan Kerslake, The Book of Fears
- Audrey Thomas, Intertidal Life

### Prix du Gouverneur général: poésie de langue anglaise
- Paulette Jiles, Celestial Navigation
- Roo Borson, The Whole Night, Coming Home
- Marilyn Bowering, The Sunday before Winter
- David McFadden, The Art of Darkness
- Sharon Thesen, Confabulations
- Peter van Toorn, Mountain Tea

### Prix du Gouverneur général: théâtre de langue anglaise
- Judith Thompson, White Biting Dog
- James Reaney, The Canadian Brothers or The Prophecy Fulfilled
- George Ryga, A Letter to My Son

### Prix du Gouverneur général: études et essais de langue anglaise
- Sandra Gwyn, The Private Capital: Ambition and Love in the Age of Macdonald and Laurier
- Bob Beal et Rod Macleod, Prairie Fire: The 1885 North-West Rebellion
- Graham Fraser, P.Q.: René Levesque and the Parti Québécois in Power